# Chrysochlorina similis
Chrysochlorina similis är en tvåvingeart som först beskrevs av Macquart 1855.  Chrysochlorina similis ingår i släktet Chrysochlorina och familjen vapenflugor. Inga underarter finns listade i Catalogue of Life.